# ピア・フラウス
ピア・フラウス（Pia Fraus）は、エストニアのロックバンド。
シューゲイザー的なフィードバック・ノイズを用いつつ、混声のボーカルとギターの爽やかなサウンドが特徴。

## 来歴
1997年に、エストニアの首都タリンの美術学校で知り合ったレイ・フクス(Rein Fuks)とトニス・ケンクマー (Tõnis Kenkmaa)を中心として、レイヨ・テーガペル (Reijo Tagapere)とヨセプ・ヴォルク (Joosep Volk)を加えた4人によって結成される。後にクリスタル・ロイド (Kristel Loide)とカート・オイェビー(Kärt Ojavee)の2人がメンバーに加わり、1998年にテーガペルがバン 名をピア・フラウスとする。1999年、最初のスタジオ録音曲「Blå」をレコーディングする。
2000年に学校を卒業後、「Moon Like a Pearl」をレコーディングし、この曲が注目されたことでアルバムのレコーディングを勧められ、2001年に自主制作アルバム『Wonder What It's Like』をリリース。このアルバムをデモとして世界各地のレーベルに送ったことがきっかけで、アメリカのClairecordsと契約する。
2002年にセカンド・アルバム『イン・ソラリウム (In Solarium)』をアメリカ、ドイツ、ブラジルでリリースする。また、2004年にヴィニール・ジャンキー・レコーディングス (Vinyl Junkie Recordings)より日本盤もリリースされる。2002年、結婚してエピリク (Epilk)と改名したロイドが脱退、代わりにイヴ・コンプ (Eve Komp)が加入する。また、2003年にヴォルクが脱退し、Margus Voolpriitが加入する。同年に『Plastilina EP』を750枚限定でリリース。
2004年に自主制作で『Mooie Island EP』を、自身のレーベルSeksoundより500枚限定でリリースする。2005年に日本独自企画盤として、『Plastilina EP』と『Mooie Island EP』の曲にリミックスと未発表曲を追加した編集盤『セイリング・オン・ア・グレープフルーツ・レイク (Sailing on a Grapefruit Lake)』が3000枚限定でリリースされる。
2006年にアルバム『ネイチャー・ハート・ソフトウェア (Nature Heart Software)』をリリースする。2008年にはティーンエイジ・ファンクラブのノーマン・ブレイクをプロデューサに迎えたアルバム『アフター・サマー (After Summer)』がリリースされている。

## メンバー
- イヴ・コンプ (Eve Komp) - ボーカル
- カート・オイェビー (Kärt Ojavee) - キーボード、ボーカル
- レイ・フクス (Rein Fuks) - ギター、ボーカル
- トニス・ケンクマー (Tõnis Kenkmaa) - ギター
- レイヨ・テーガペル (Reijo Tagapere) - ベース
- Margus Voolpriit - ドラム

### 旧メンバー
- ヨセプ・ヴォルク (Joosep Volk) - ドラム
- クリスタル・エピリク (Kristel Eplik) - ボーカル

## ディスコグラフィ

### アルバム
- Wonder What It's Like (2001年)
- 『イン・ソラリウム』 - In Solarium (2002年)
- 『ネイチャー・ハート・ソフトウェア』 - Nature Heart Software (2006年)
- 『アフター・サマー』 - After Summer (2008年)
- 『フィールド・セレモニー』 - Field Ceremony (2017年)
- 『エンプティ・パークス』 - Empty Parks (2020年)
- 『イブニング・カラーズ』 - Evening Colours (2023年)

### EP
- Plastilina EP (2003年)
- Mooie Island EP (2004年)
- Chromatic Nights rmx EP (2005年)

### コンピレーション・アルバム
- 『セイリング・オン・ア・グレイプフルーツ・レイク』 - Sailing on a Grapefruit Lake (2005年)

### スプリットEP
- Mute The Birds / Ships Will Sail (2008年) ※ウルリッヒ・シュナウス「Ships Will Sail」とのスプリット盤

### リミックス・アルバム
- Ten Remixes of Yenissey (2008年)